# 高橋良 (精神科医)
高橋 良（たかはし りょう、1926年11月17日 - 1988年9月2日）は、日本の医学者、精神科医。元東京医科歯科大学医学部教授。長崎大学名誉教授。医学博士。

## 来歴
- 1926年 - 埼玉県に生まれる
- 1951年 - 東京大学医学部医学科卒業。東京大学医学部附属病院インターン
- 1953年 - 東京大学医学部精神医学教室大学院特別奨学研究生
- 1955年4月 - 東京医科歯科大学医学部助手
- 1955年7月 - 東京医科歯科大学医学部講師
- 1958年 - 東京医科歯科大学医学部助教授。医学博士号取得（東京医科歯科大学）[2]
- 1962年 - インディアナ大学（アメリカ）医学部精神医学研究所にフルブライト研究員として出張
- 1966年 - 東京大学医学部助教授
- 1966年 - 長崎大学医学部精神神経科学教室主任教授
- 1972年 - 世界保健機構（WHO）精神衛生部門顧問
- 1977年 - 世界精神医学会議（WPA）疫学及び社会精神医学部門委員
- 1978年 - うつ病の予防・治療国際委員会（ICPTD）委員
- 1979年 - 国際神経化学会会員臨床部門委員。WHO機能性精神病に関する研究協力センター所長
- 1983年 - 東京医科歯科大学医学部神経精神医学教室主任教授
- 1985年 - 長崎大学名誉教授[1]

## 関連人物
- 島崎敏樹
- 島薗安雄
- 融道男
- 吉松和哉
- 市橋秀夫
- 永田俊彦
- 中井久夫